# Ruderi di San Martino
I ruderi di San Martino sono i resti di una imponente abbazia risalente all'XI secolo e mai conclusa. I ruderi si trovano in cima al monte Acuziano (489 m s.l.m.), che fronteggia il monte Bruzio su cui sorge l'agglomerato urbano di Fara in Sabina nella provincia di Rieti.
La storia dell'abbazia di Fara in Sabina si lega a quella dell'abbazia di Farfa: fu voluta da san Lorenzo Siro, fondatore anche dell'Abbazia di Farfa, per sostituire quest'ultima, distrutta dopo anni di guerra e devastazione.

## Storia

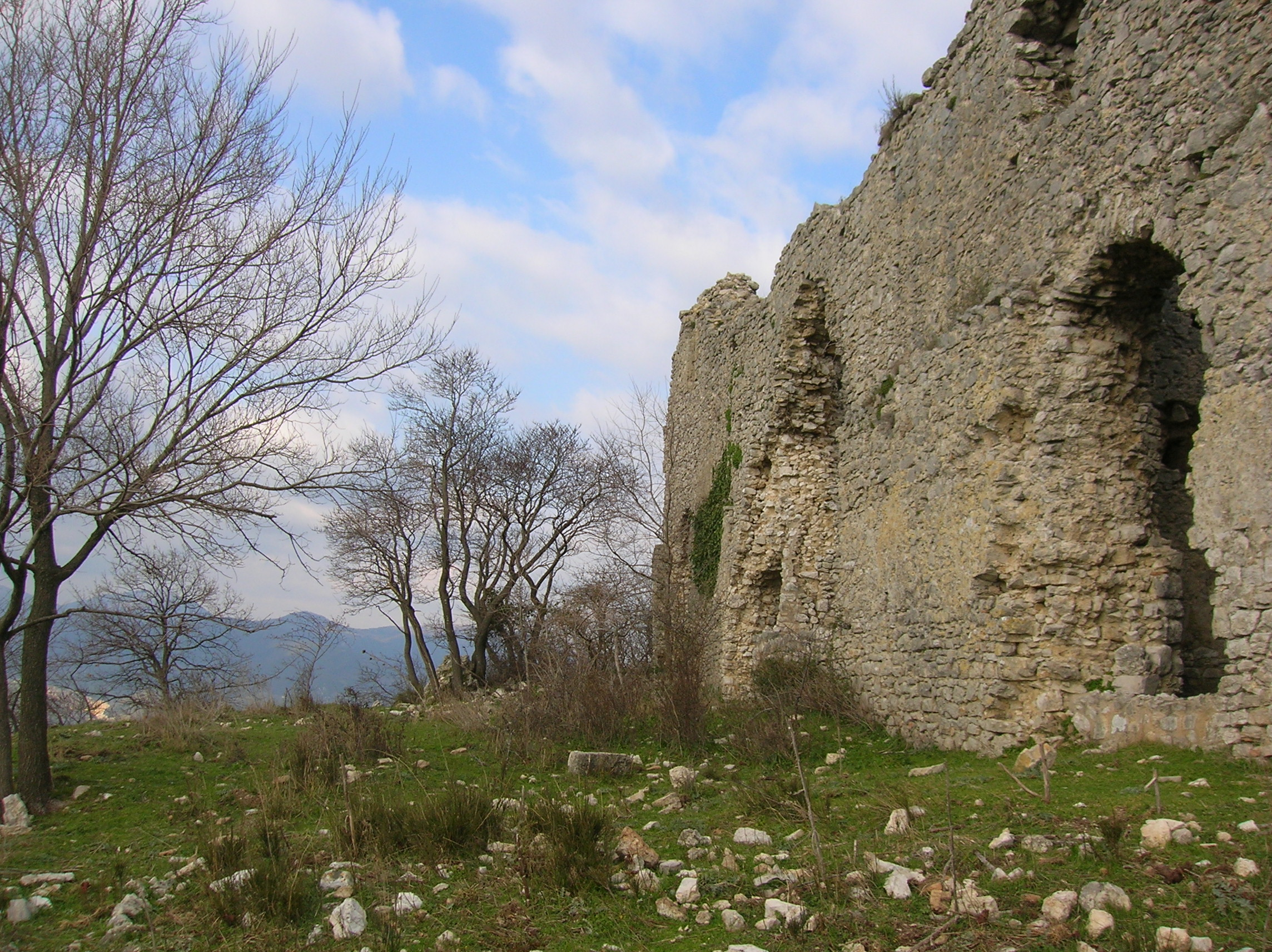
Le mura dei ruderi dell'abbazia

Le testimonianze più antiche risalgono alla tarda Età del Bronzo: sono stati accertati in loco un'antica villa e i ruderi di un tempio dedicato alla dea Vacuna, antica dea sabina.
Sui resti della villa sono state edificate celle per gli eremiti, mentre l'oratorio fu costruito in una grotta.
Attualmente sono visibili i ruderi della costruzione di san Lorenzo Siro, liberatore di Farfa secondo la leggenda per aver sconfitto un drago.
Il nome di san Martino deriva dall'antico oratorio dedicato a Martino vescovo di Tours in cui morì peraltro il cronista farfense dell'XI-XII secolo Gregorio da Catino. Nel XV secolo, papa Sisto IV diede il via a delle opere di restauro che distrussero gli affreschi precedenti.
Nel 1097, dato che l'abbazia di Farfa si era schierata a favore dell'imperatore Enrico IV e contro il Papato nella lotta per le investiture l'abate Bernardo II progettò di spostare l'abbazia in un luogo più difendibile, sulla cima del monte Acuziano, ma la costruzione non fu mai terminata per la sopraggiunta morte dell'abate. Nel 1142, pur dopo il passaggio del monastero sotto il controllo dell'autorità pontificia con il concordato di Worms, l'abate Adinolfo I decise di ricominciare i lavori per la costruzione dell'abbazia, ma alla sua morte i lavori si interruppero di nuovo.

## Il sentiero
I ruderi di San Martino sono raggiungibili tramite il sentiero n.493, che da località Quattro Venti arriva alla sommità del monte. Giunti sulla cima, oltre a visitare i ruderi dell'Abbazia  (attualmente pericolanti) si può osservare il panorama: della valle del Tevere da un lato, del Terminillo Pellecchia e Gennaro dall'altro, e di  Fara in Sabina sul colle di fronte. Il monte Acuziano è anche zona di pascolo ovino.